# Hatayspor
Hatayspor är en turkisk fotbollsklubb i Antakya. Klubben spelar sedan säsongen 2020/2021 i Süper Lig.

## Historia
Hatayspor grundades 1967. I juli 2020 blev klubben första gången uppflyttad till Süper Lig efter att ha vunnit TFF 1. Lig 2019/2020.

## Spelare

### Spelartruppen
| Nr | Land      | Pos | Namn             |
| -- | --------- | --- | ---------------- |
| 1  | Marocko   | MV  | Munir Mohamedi   |
| 2  | Turkiet   | F   | Burak Çamoğlu    |
| 4  | Turkiet   | MF  | Onur Ergün       |
| 5  | Ghana     | MF  | Isaac Sackey     |
| 6  | Guinea    | F   | Simon Falette    |
| 7  | Portugal  | MF  | Rúben Ribeiro    |
| 8  | Frankrike | MF  | Mehdi Boudjemaa  |
| 10 | Turkiet   | MF  | Emre Çolak       |
| 11 | Georgien  | A   | Saba Lobzhanidze |
| 12 | Turkiet   | F   | Kamil Çörekçi    |
| 17 | Mali      | MF  | Adama Traoré     |
| 19 | Belgien   | MF  | Muhammed Mert    |
| 20 | Liberia   | A   | Mohammed Kamara  |

| Nr | Land              | Pos | Namn              |
| -- | ----------------- | --- | ----------------- |
| 22 | Turkiet           | F   | Fatih Kuruçuk     |
| 23 | Kanada            | F   | Sam Adekugbe      |
| 25 | Marocko           | A   | Ayoub El Kaabi    |
| 31 | Turkiet           | MV  | Abdullah Yiğiter  |
| 33 | Turkiet           | MV  | Yavuz Bugra Boyar |
| 53 | Turkiet           | F   | Burak Öksüz       |
| 61 | Turkiet           | F   | Bülent Cevahir    |
| 77 | Turkiet           | MF  | Sadik Baş         |
| 90 | Bulgarien         | F   | Strahil Popov     |
| 92 | Senegal           | A   | Mame Biram Diouf  |
| 95 | Kongo-Brazzaville | MF  | Dylan Saint-Louis |
| 99 | Turkiet           | A   | Bertuğ Yıldırım   |

### Utlånade spelare
| Nr | Land    | Pos | Namn                             |
| -- | ------- | --- | -------------------------------- |
|    | Turkiet | A   | Mehmet Küçükdurmuş (i Payasspor) |